# Mound City (Illinois)
Mound City és una població dels Estats Units a l'estat d'Illinois. Segons el cens del 2000 tenia 692 habitants.

## Demografia
Segons el cens del 2000, Mound City tenia 692 habitants, 279 habitatges, i 178 famílies. La densitat de població era de 376,3 habitants/km².
Dels 279 habitatges en un 40,1% hi vivien nens de menys de 18 anys, en un 30,5% hi vivien parelles casades, en un 30,5% dones solteres, i en un 36,2% no eren unitats familiars. En el 31,2% dels habitatges hi vivien persones soles el 13,6% de les quals corresponia a persones de 65 anys o més que vivien soles. El nombre mitjà de persones vivint en cada habitatge era de 2,48 i el nombre mitjà de persones que vivien en cada família era de 3,12.
Per edats la població es repartia de la següent manera: un 32,5% tenia menys de 18 anys, un 11% entre 18 i 24, un 26,9% entre 25 i 44, un 17,8% de 45 a 60 i un 11,8% 65 anys o més.
L'edat mediana era de 30 anys. Per cada 100 dones de 18 o més anys hi havia 65 homes.
La renda mediana per habitatge era de 16.607 $ i la renda mediana per família de 22.143 $. Els homes tenien una renda mediana de 35.469 $ mentre que les dones 15.583 $. La renda per capita de la població era de 10.020 $. Aproximadament el 35,5% de les famílies i el 39,3% de la població estaven per davall del llindar de pobresa.

## Poblacions més properes
El següent diagrama mostra les poblacions més properes.